# Volvo Trucks
Volvo Trucks Corporation (tiếng Thụy Điển: Volvo Lastvagnar), cách điệu là VOLVO, là một nhà sản xuất xe tải toàn cầu có trụ sở tại Gothenburg, Thụy Điển, thuộc sở hữu của tập đoàn Geely của Trung Quốc. Năm 2016, đây là nhà sản xuất xe tải hạng nặng lớn thứ hai thế giới.